# CRM WebClient UI
CRM WebClient UI ist eine von der SAP AG entwickelte Online-Benutzungsoberfläche für das Produkt Customer Relationship Management. Das WebClient-UI bietet eine rollenbasierte Benutzungsoberfläche mit einer anpassbaren Navigation.

## Framework-Architektur
Die Framework-Architektur beruht auf verschiedenen Layern. Die verschiedenen Layer sind vollständig voneinander getrennt. Diese Trennung ermöglicht die Verbindung einer beliebigen Business-Anwendung mit dem Presentation Layer über den Business Object Layer (BOL) und den generischen Interaction Layer (GENIL).

### Presentation Layer
Der Presentation Layer des CRM WebClient UIs basiert auf dem Framework der CRM-Benutzungsoberfläche (CRM UIF), das die Grundlage für die im Web-Browser ausgeführten HTML-Seiten bildet.

### Business Layer
Der Business Object Layer (BOL) und der generische Interaction Layer (GenIL) sind wichtige Bestandteile des Business Layer.
Business Object Layer (BOL)
Im Business Object Layer werden zur Laufzeit einer CRM WebClient UI Sitzung die Daten der Business Objekts sowie Attribute und Beziehungen gespeichert. Dieser Layer gewährleistet die Trennung von CRM WebClient UI und der zugrunde liegenden Applikationslogik.
generischer Interaction Layer (GENIL)
Der generische Interaction Layer wickelt die Datenübertragung vom Business Object Layer zu den Application Programming Interfaces (APIs) der zugrunde liegenden Business-Engine ab. Er stellt die Verbindung zwischen dem Business Object Layer und der zugrunde liegenden Business-Engine dar.

### Business-Anwendung
Die Business-Anwendung enthält die Applikationslogik und die Datenbanktabellen.

## Benutzerrollen
Eine Rolle für Endnutzer im System. Durch die Nutzung von verschiedenen Benutzerrollen kann unterschiedlicher Business Content aus verschiedenen Anwendungen angezeigt werden, z. B. Verkauf, Service oder Marketing.

## Personalisieren der Oberfläche
Der CRM WebClient kann durch eine Reihe von Optionen individuelle an die Wünsche des End-Users angepasste werden. Der zentrale Einstieg zur Personalierungsseite befindet sich Kopfbereich des CRM WebClients. Hier können Datums- und Uhrzeitformat, Organisationsinformationen des End-Users, verschiedene Motive, persönliche Tastaturbefehle oder die Textgröße auf der Benutzungsoberfläche angepasst werden.
Daneben kann die Informationsausgabe in Tabellen (Ein- und Ausblenden von Spalten, Spaltenbreite, Reihenfolge der Spalten), die Reihenfolge von Zuordnungsblöcken, das Anzeigen von Favoriten, Anwendungslinks, Weblinks und Widgets auf der Startseite individuell personalisiert werden.

## Oberflächen

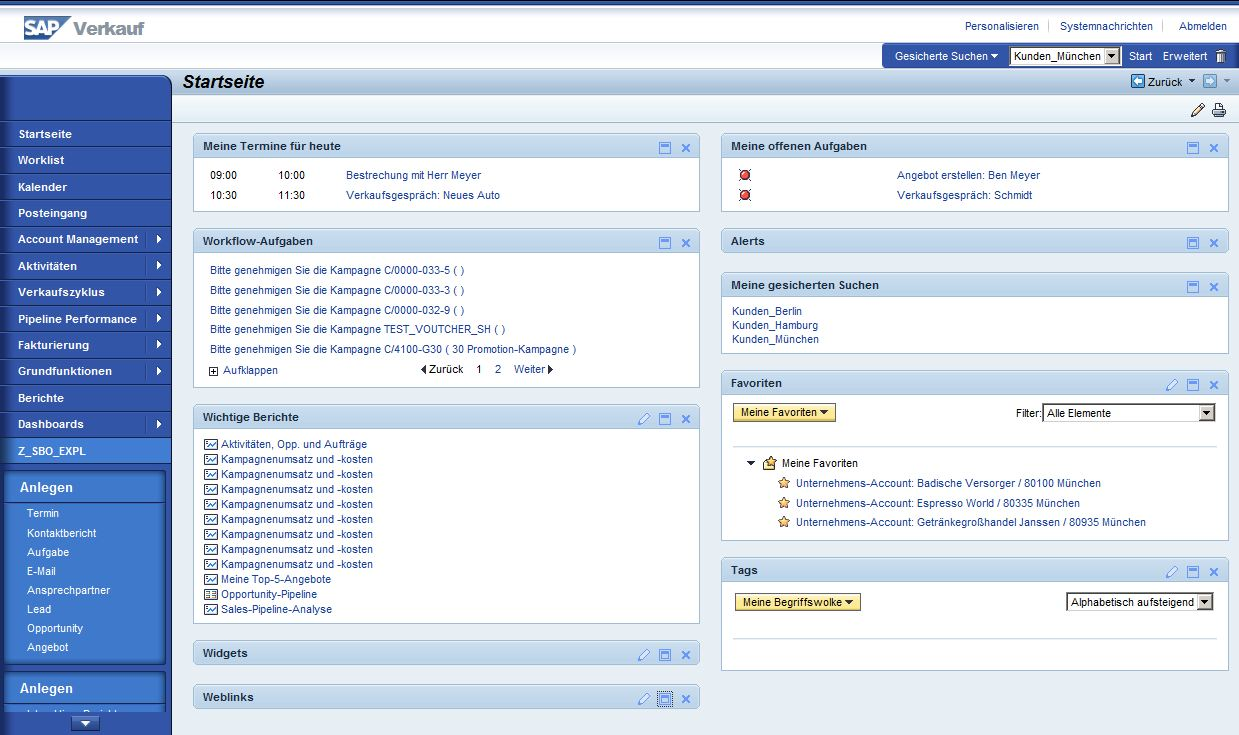
Startseite
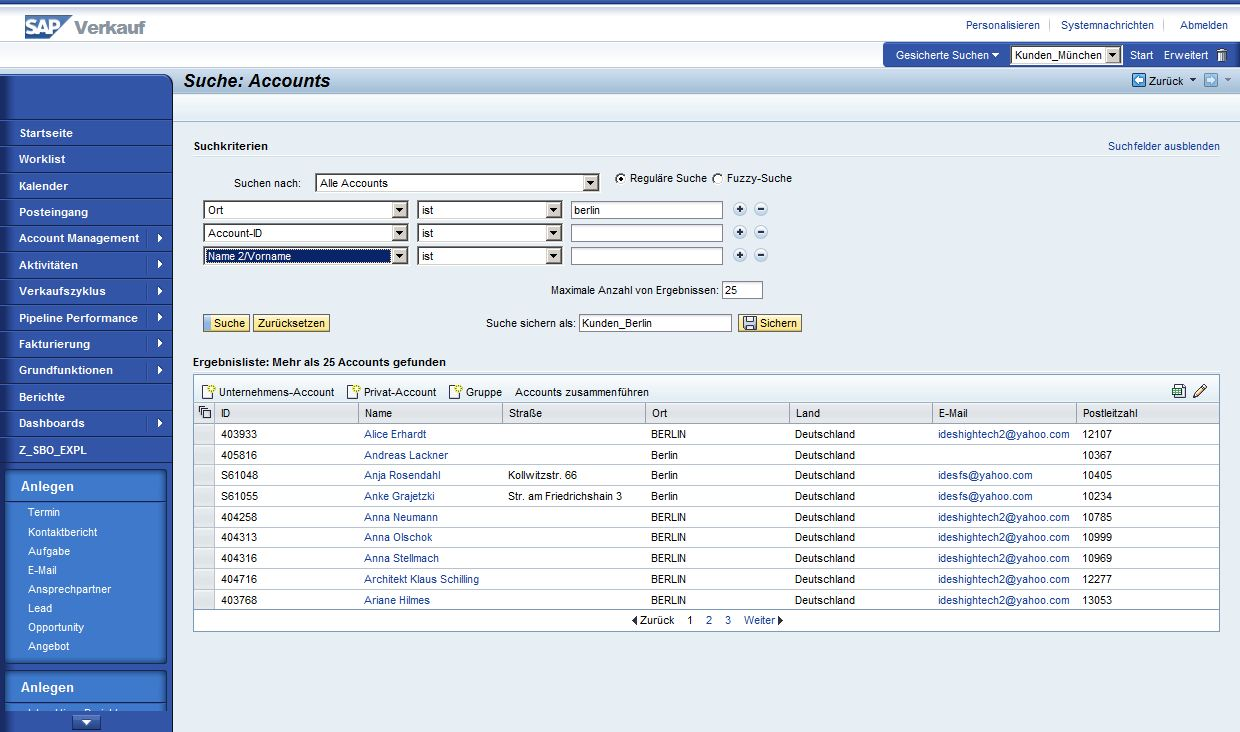
Suchseite
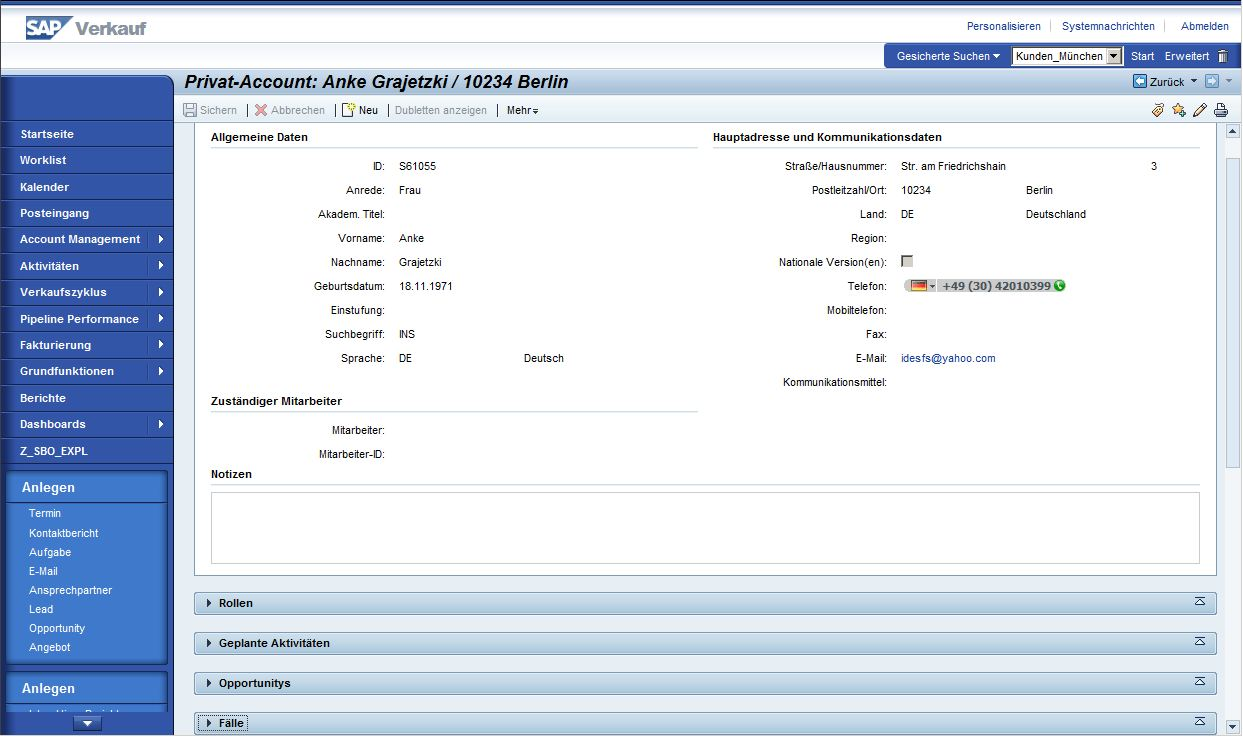
Übersichtsseite
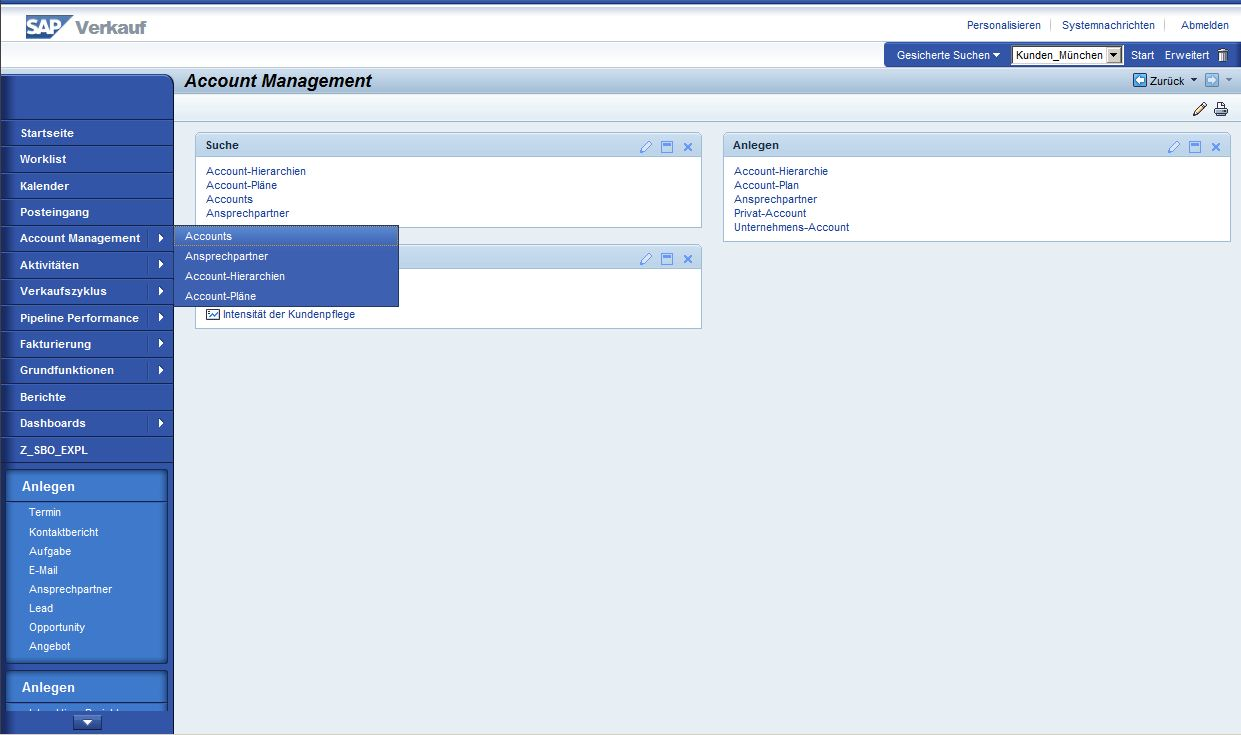
Bereichsstartseite
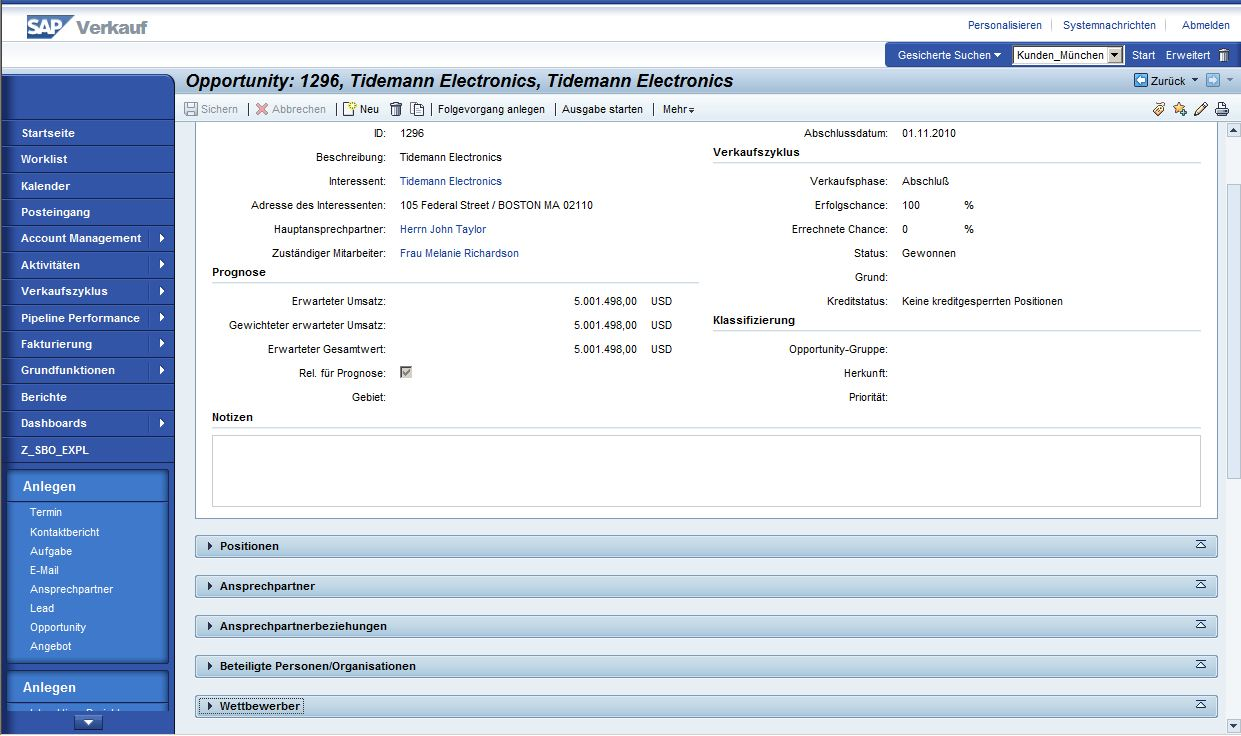
Opportunity
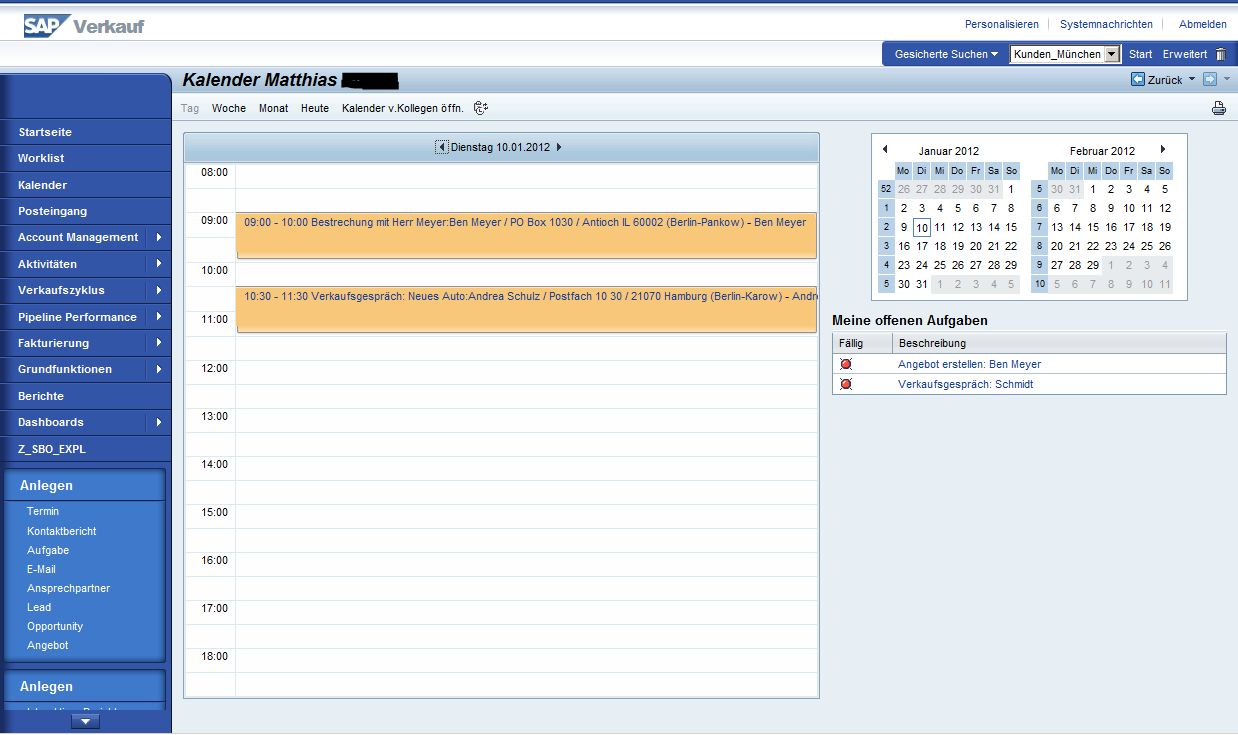
Kalendar